# رضا صيام
رضا صيام, ويعرف أيضا بغانا باركيش أو غنانانافيل (تعني شخص ذو قرنين), هو مقاتل إسلامي ألماني-مصري وموظف في تنظيم الدولة الإسلامية (داعش). وصف بأنه 'محنك الجهاد' وهو أعلى ألماني رتبة في صفوف تنظيم الدولة الإسلامية في العراق والشام.